# Typhlonarke aysoni
Typhlonarke aysoni ist eine Rochenart aus der Familie der Schläferrochen (Narkidae) und der einzige Vertreter der Gattung Typhlonarke. Die Rochenart kommt an der Ostküste der Südinsel von Neuseeland vor.

## Merkmale
Typhlonarke aysoni wird 45 Zentimeter lang. Es gibt auch Berichte über 90 cm lange Exemplare, die aber als unglaubwürdig gelten. Die Körperscheibe ist annähernd rund bis oval, der Schwanz ist sehr kurz. Auf der Rückenseite sind die Fische dunkelbraun oder grünlich gefärbt, hinten dunkler als vorne. Die Ränder der Körperscheibe sind manchmal etwas heller. Die Bauchseite von Typhlonarke aysoni ist fast einfarbig bräunlich, die Beckenregion und der Bereich um das Maul sind heller. Die Augen sind von außen nicht sichtbar und vollständig von Haut überwachsen. Die Spritzlöcher sind rund und von einem niedrigen Papillenrand umgeben. Das Maul und die kleinen, runden Nasenöffnungen können röhrenartig vorgestreckt werden. Das Maul ist von dicken Lippen umgeben. Die Zähne stehen in beiden Kiefern in 10 bis 12 Reihen.  Die Zähne sind klein und breit. Die haben dreieckige Spitzen. Die Bauchflossen sind zweiteilig. Die Schwanzflosse ist lang, schmal und am Ende abgerundet. Sie ist deutlich größer als die Rückenflosse, die sich nah der Schwanzflosse befindet. Die Klaspern der Männchen sind kurz und flach und reichen für gewöhnlich nicht über hinteren Rand der Körperscheibe.

## Lebensweise
Typhlonarke aysoni ist relativ selten und lebt küstennah auf Weichböden auf dem Kontinentalschelf in Tiefen von 50 bis 900 Metern, die meisten Nachweise gibt es aus Tiefen von 300 bis 400 Metern. Die ovoviviparen Fische bekommen bis zu 11, bei der Geburt 9 bis 10 cm lange Jungtiere pro Wurf. Die Geschlechtsreife erreichen die Rochen mit einer Länge von 35 bis 40 cm.

## Systematik
Die Rochenart wurde im Jahr 1902 durch den neuseeländischen Biologen Augustus Hamilton als Astrape aysoni erstmals wissenschaftlich beschrieben. Als Terra typica wurde die Foveauxstraße, eine Meerenge zwischen der Südinsel Neuseelands und Stewart Island, angegeben. Heute gehört die Art zur Gattung Typhlonarke, die 1909 durch den australischen Zoologen Edgar Ravenswood Waite eingeführt wurde. Bei Typhlonarke tarakea, 1929 durch William John Phillipps beschrieben, handelt es sich wahrscheinlich um eine Synonymbeschreibung von schlecht konservierten Exemplaren von Typhlonarke aysoni.